# Tulsipur
Tulsipur fou una pargana del districte de Gonda a Uttar Pradesh, regió d'Oudh. El 1881 tenia 132.175 habitants i 339 pobles. La tribu més singular eren els tharus que es mantenien de fet semiindependents en alguns pobles, pagant el tribut anomenat dakhinaha al govern de l'Oudh o al raja de Balrampur (al sud), i el tribut anomenat uttarai als rages de Dang (al nord) que després foren coneguts com a rages de Tulsipur.

## Història[calcitació]
Sota chaudhris hereditaris, els habitants originals van dividir la pargana en 8 parts (tappes) que foren Bhambhar, Bijaipur, Pipra, Dhondi, Garawan, Dond, Chaurahia i Dari, cadascuna separada de l'altra per un riu de muntanya i que disposava de diversos forts per a la seva defensa. El primer de la família de rajputs chauhans que van posseir un gran zamindari en aquesta zona dominant a Nepal amb tres gran valls del sud de les muntanyes de l'Himàlaia, fou Megh Raj, que segons la llegenda hauria viscut a la segona meitat del segle XIV; per segles els seus descendents van regir la zona i van cobrar tribut dels tarus. Avançat el segle XVIII Raja Prithwi Pal Singh de Balrampur va morir i el seu legítim hereu Newal Singh, fou enderrocat pel seu cosí el Bhayya de Kahvari, i es va refugiar a les muntanyes; el raja chauhan va posar al seu servei dos mil tarus que van expulsar l'usurpador i van reposar al tron de Balrampur a Newal Singh. El 1760 el raja chauhan fou expulsat cap a la plana pel sobirà del Nepal Gorkha king Prithvi Narayan i el seu territori cedit el 1763 a Ranabhim Shah quan es va casar amb la filla de Prithvi Narayan; aquest estat limitava amb el riu Madi a l'est, Balrampur al sud i Salyan al nord i oest. El raja deposat es va refugiar amb Newal Singh que governava a Balrampur que era part de Baise Rajya (22 principats al Nepal); el raja chauhan va rebre un domini no inferior al que abans tenia i Nawal va sotmetre als tarus de la regió de Tulsipur i va acordar pagar al de Balrampur un tribut de 1500 rupies, Newal va regnar a Caughera (avui a Nepal, a la frontera amb l'Índia) sent conegut com el rajà de Dang (a Baise Rajya, format per 22 principats de Nepal). Va morir el 1790.
El seu fill Dalel Singh va continuar el pagament fins a la seva mort el 1820, però llavors el seu fill i successor Dan Bahadur Singh va pujar al tron i va refusar el pagament al·legant que l'ajut militar ja havia estat retornat. El 1822 va matar a Kanslir Shah, raja de Salidna. El 1828 el governador general va fer una expedició de cacera a Tulsipur i va quedar tant satisfet que va induir al rei de l'Oudh a cedir al raja la pargana de Tulsipur a perpetuïtat a canvi d'una renda fixa anual. després d'un llarg regnat, remarcable per la seva prosperitat.
Dan Bahadur Singh va morir el 1845, amb sospites de joc brut per part del seu fill i successor Drigraj Singh. El seu regnat fou alterat per la revolta del seu fill Drig Narayan Singh, que el 1850 va expulsar al pare i el va obligar a buscar refugi amb el raja de Balrampur. El deposat va anar a Lucknow i amb ajut d'un cos militar del govern de l'Oudh va recuperar el poder el 1855, però per pocs mesos, doncs no va poder resistir la contraofensiva del seu fill i fou derrotat i empresonat i després d'uns mesos enverinat.
El 1856 els britànics van annexionar Oudh, i Drig Narayan Singh va refusar pagar la renda que se li va fixar, pel que fou arrestat i conduït a Lucknow (1857). En aquest temps va esclatar el motí i el raja va ser ferit d'un tret a la residència britànica assetjada i va morir finalment de les ferides (1859); la seva esposa (coneguda com la Rani de Tulsipur) es va unir als rebels dirigits per Muhammad Hasan amb centre a Horakhpir (1857) i va restar en armes fins al 1858 quan els britànics van dominar al situació amb el suport del maharajà Jung Bahadur Rana de Nepal. Finalment va haver de fugir al Nepal junt amb les forces de Bala Rao, Raja de Gonda, Raja Riasat Ali Khan d'Utraula, i altres rebels (el raja de Gonda va morir a les jungles de Nepal); l'estat fou confiscat el 10 d'abril de 1859; el 1860 va refusar acceptar l'amnistia dictada pel govern i l'estat de Tulsipur va ser cedit al maharajà de Balrampur com a recompensa per la seva lleialtat. La rani va morir vers 1865; el seu fill Tirtharam Singh portava el títol des de la mort del seu pare. Els eu fill Hardayal Singh fou portat a Benarès on fou criat pels seus partidaris que van amagar la seva identitat. El 1886 va entrar al servei del primer ministre de Nepal i fou sardar (ministre).

## Llista de rages
- Rajah Nawal Singh (conegut també com a Newal, Nehal, Nawab i Nawal Sen) + 1790
- Rajah Dalel Singh 1790-1820
- Rajah Dan Bahadur 1820- 1845
- Rajah Drigraj Singh 1822-1850 i 1855
- Rajah Drig Narayan Singh 1850 - 1859
- Rajkumar Tirtharam Singh 1859- 1867
- Sardar Hardayal Singh 1867- 1925
- Sardar Jwala Singh 1925-1962
- Mal Ko Hakim o Mir Dilip Singh 1962-1975
- Babusaheb Prachanda Singh Thakuri 1975-2001
- Rajpal Jwala Pratap Singh 2001-present